# Spoorwijdteoorlog
De spoorwijdteoorlog of spoorwijdteoorlogen (Gauge War of Gauge Wars) is de intense concurrentie tussen uitbreidende Britse spoorwegmaatschappijen die in de negentiende eeuw nieuwe gebieden wilden beheersen.
De Great Western Railway (GWR) nam in 1833 het breedspoor aan van 7 ft (2134 mm), vanaf 1838 7 ft ¼ in (2140 mm), terwijl alle concurrerende naburige maatschappijen tot dan toe de wijdte 4 ft 8½ in (1435 mm) aanhielden, wat later het normaalspoor zou worden. GWR-baas Isambard Kingdom Brunel rechtvaardigde zijn besluit op grond van berekeningen en een reeks experimenten dat zijn bredere wijdte de optimale maat was voor het bereiken van zowel hogere snelheden als een stabiele en comfortabele rit voor de passagiers. Bovendien liet het bredere spoor grotere wagons toe en dus een grotere vrachtcapaciteit. In hun streven om commercieel en geografisch uit te breiden, wensten de maatschappijen delen van het land te domineren om zo hun concurrenten te kunnen uitsluiten. De netwerken polariseerden zodanig dat twee groepen van breedspoormaatschappijen en smalspoormaatschappijen tegenover elkaar kwamen te staan.
Voorgestelde spoorwegen vereisten een concessie door een Act of Parliament, dat doorgaans bepaalde welke spoorwijdte men diende te gebruiken. Zodra er een onafhankelijke lijnverbinding werd bevorderd, impliceerde de wijdte een bondgenootschap en samenwerking met ofwel de breed- ofwel smalspoormaatschappijen. Het was ook gebruikelijk dat als een breedspoormaatschappij en een ander netwerk beide een nieuwe spoorverbinding promootten om een bepaald gebied te voorzien, het parlement de ene de concessie toewees en de andere afwees. Het succes van het ene netwerk en de nederlaag van het andere impliceerde vaak het veroveren of verliezen van een territorium dat ver voorbij de op dat moment bestudeerde lijnverbinding lag. 

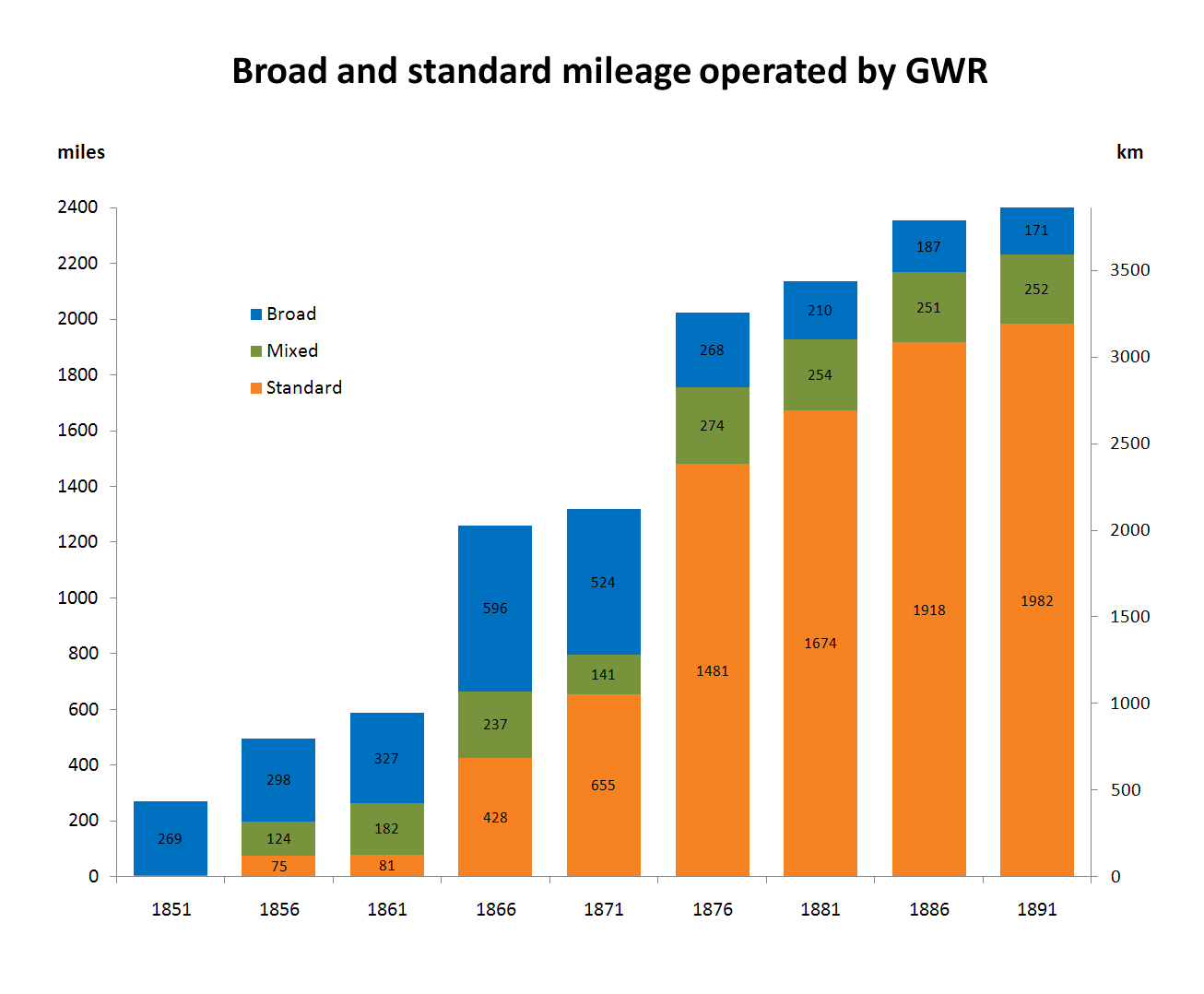
Breed- en normaalspoorgebruik door de GWR naar aantal mijlen.
Breedspoor
Gemengd spoor
Normaalspoor

Op 18 augustus 1846 nam het parlement de Regulating the Gauge of Railways Act 1846 aan, die bepaalde dat alle nieuwe Britse spoorwegen normaalspoor dienden te zijn, met uitzondering van Zuidwest-Engeland en Wales. Bovendien bepaalde de wet dat op Ierland 5 ft 3 in (1600 mm) de standaardwijdte werd. Dit ging ten koste van verschillende andere bestaande maatschappijen waaronder de oudste, de Dublin and Kingstown Railway, die sinds 1834 op normaalspoor opereerde, maar in 1857 naar 1600 mm overschakelde. De GWR en andere breedspoormaatschappijen in Groot-Brittannië werden door de maatregel ernstig beperkt in hun toekomstige uitbreidingsmogelijkheden en ten slotte zouden ze de Spoorwijdteoorlog verliezen. In 1862 fuseerde de GWR met enkele andere maatschappijen, zodat hij nu beschikte over een gemengd netwerk en gemengd materieel. Nadat er al veel drierailig spoor was ingevoerd om de overgang tussen de netwerken te versoepelen, werd uiteindelijk besloten om elk stuk breedspoor te vervangen door normaalspoor, wat pas voltooid was in 1892.

## Verder lezen
- E. T. MacDermot, History of the Great Western Railway, vol I, Great Western Railway, 1927
- E. T. MacDermot, History of the Great Western Railway, volume II 1863-1921, Great Western Railway, 1931 (herdrukt 1982)
- R. A. Williams, The London & South Western Railway, volume 1, David & Charles, Newton Abbot, 1968